# Cephalotes scutulatus
Cephalotes scutulatus é uma espécie de inseto do gênero Cephalotes, pertencente à família Formicidae.